# سانتياغو غوزمان (لاعب اتحاد الرغبي)
سانتياغو غوزمان (بالإسبانية: Santiago Guzmán) هو لاعب اتحاد الرغبي أرجنتيني، ولد في 11 يناير 1989 في سان ميغيل دي توكومان في الأرجنتين.

## وصلات خارجية
- سانتياغو غوزمان عل موقع إسبنسكروم (الإنجليزية)
- سانتياغو غوزمان على موقع ItsRugby.co.uk (الإنجليزية)